# Marie Spurná
Marie Spurná (28. dubna 1949 Brno – 8. září 2015 Praha) byla česká herečka.

## Život
V roce 1969 nastoupila jako divadelní elévka do Těšínského divadla (česká scéna). V roce 1971 odešla do Divadla F. X. Šaldy v Liberci. V roce 1973 se stala členkou souboru Činoherního studia v Ústí nad Labem. Mezi její nejvýznamnější role v Ústí patřily Soňa Čechová v adaptaci Páralovy Profesionální ženy, Zoja v Zojčině pokoji, Alix v Crommelynckově hře Vášeň jako led, Mařena v Dobových tancích Karla Steigerwalda a v neposlední řadě Matka Ubu v Ubu králem. V roce 1990 odešla se svým manželem a dětmi do Prahy. Od roku 1991 začala působit v divadle Labyrint (pozdější Švandovo divadlo). V letech 1998–2006 byla na volné noze. Hostovala v Divadle Komedie v rámci MDP a Na Fidlovačce. Od roku 2006 působila v Divadle na zábradlí.

## Filmové a televizní role

### Televize
- Dobrodružství kriminalistiky (1989)
- Černí Andělé (2001)
- Hraběnky (2007)
- Kriminálka Anděl (2008)
- Vyprávěj (2009)
- Cirkus Bukowsky (2013)
- Nevinné lži (2013)
- Škoda lásky (2013)
- Život a doba soudce A. K. (2014)

### Film
- Na koho to slovo padne… (1979; r. Antonín Kachlík)
- Slavnosti sněženek (1983; r. Jiří Menzel)
- Straka v hrsti (1983/1988; r. Juraj Herz)
- Až do konce (1984; r. Antonín Kopřiva)
- Faust (1989; r. Viktor Polesný, televizní film)
- Corpus delicti (1991; r. Irena Pavlásková)
- Podnájem na Champs-Elysées (TV-1991; r. Jiří Krejčík, televizní film)
- Kamarád do deště II – Příběh z Brooklynu (1992; r. Jaroslav Soukup)
- Fantaghirò 3 (TV-1993, Princezna Fantaghiró 3; r. Lamberto Bava)
- Výchova dívek v Čechách (1996; r. Petr Koliha)
- THX 1 neodpovídá (1997; r. Veronika Půhoná, krátký film)
- Přepadení (1999; r. Petr Slavík, televizní film)
- O chlapci a kopačkách (2000; r. Václav Kadrnka, krátký film)
- Z rodinného alba (2002; r. Václav Křístek, televizní film)
- PF 77 (2003; r. Jaroslav Brabec, televizní film)
- Seance Fiction (2003; r. Marko Simić, krátký film)
- Pohádka o houslích a viole (2005; r. Juraj Deák, televizní film)
- povídka Synáček (2005 r. Jitka Němcová) z cyklu 3 + 1 s Miroslavem Donutilem, televizní film)
- Kočky (2006; r. Jaroslav Brabec)
- Na rozchodnou (2008; r. Juraj Nvota, televizní film)
- Post bellum (2009; r. Jaroslav Brabec, televizní film)
- 3 sezóny v pekle (2009; r. Tomáš Mašín)
- Perfect Days – I ženy mají své dny (2011; r. Alice Nellis)
- Závrať (TV-2011; r. Daniel Marák, televizní film) z cyklu Čapkovy kapsy
- Aplaus (2012; r. Jaroslav Brabec, televizní film)
- Já tam mám tělo (2013; r. Adéla Babanová, krátký film)
- Americké dopisy (2015; r. Jaroslav Brabec, televizní film)

## Ocenění
- Cena divadelní kritiky za ženský herecký výkon roku 2014 za roli Olgy Havlové v inscenaci Velvet Havel.

## Nejznámější role
Její nejnámější filmovou rolí byla hostinská ve filmu Slavnosti sněženek.